# Stéphane Diagana
Stéphane Diagana (né le 23 juillet 1969 à Saint-Affrique) est un athlète français, spécialiste du 400 m haies.
Premier champion du monde d'athlétisme masculin français, grâce à son titre obtenu sur 400 m haies lors des championnats du monde 1997, à Athènes, il remporte sur cette même distance les championnats d'Europe 2002. Au titre du relais 4 × 400 m, il est sacré champion du monde en 2003 à la suite de la disqualification, deux ans plus tard, du relais américain pour dopage. 
Il a détenu de 1995 à 2019 le record d'Europe du 400 mètres haies en 47 s 37. Il détient le record de France du 400 m haies et co-détient celui du 4 × 400 m.
Il est consultant pour France Télévisions lors des évènements d'athlétisme. 

## Carrière sportive

### Débuts
Stéphane Diagana obtient sa première licence à la Fédération française d'athlétisme en 1979, dix ans après sa naissance dans l'Aveyron. Il s'essaie d'abord au 110 mètres haies, puis rencontre Fernand Urtebise en 1988 lors des championnats de France scolaires à l'INSEP. Celui-ci l'oriente vers le 400 m haies et restera son entraîneur pendant seize ans.
En 1990, à Blois, Stéphane Diagana décroche à 21 ans son premier titre de champion de France senior sur 400 m haies. Il participe à sa première compétition internationale senior, les championnats d'Europe de Split, et se classe cinquième de la finale du 400 m haies en 48 s 92, améliorant de 2/100e de seconde le record de France de Jean-Claude Nallet datant de 1974. Il termine par ailleurs septième de la finale du relais 4 × 400 m. Sélectionné dans l'équipe du 4 × 400 m lors des championnats du monde de 1991 à Tokyo, l'équipe de France est contrainte à l'abandon dès les séries. 

### Au pied du podium à Barcelone et Stuttgart (1992-1993)
Champion de France du 400 m en 1992, il établit un nouveau record de France indoor en 46 s 02, mais c'est sur la distance du 200 m qu'il est sélectionné pour les championnats d'Europe en salle de Gênes, en Italie, se classant finalement sixième et dernier de la finale. Auteur d'un nouveau record de France sur 400 m haies en 48 s 55, le 8 juillet 1992 à Lausanne, il participe à ses premiers Jeux olympiques, en août 1992 à Barcelone. Dans l'épreuve du 400 m haies, Diagana améliore son record de France en séries (48 s 41), en demi-finale (48 s 28), puis en finale (48 s 13) où il échoue au pied du podium dans une course où l'Américain Kevin Young établit ce jour-là un record du monde qui durera pendant près de 29 ans (46 s 78). En fin de saison 1992, concourant pour l'équipe d'Europe, il se classe troisième de la coupe du monde des nations à La Havane.
Vainqueur du 200 m lors des championnats de France en salle 1993, il remporte début juin la médaille d'or du 4 × 400 mètres des Jeux méditerranéens disputés sur le sol français, à Narbonne. Le 26 juin, à Rome, il établit un nouveau record de France du 400 m haies, son sixième consécutif, à l'occasion de la coupe d'Europe des nations qu'il remporte dans le temps de 48 s 08. Quelques jours plus tard, lors des championnats de France d'Annecy, il décroche son deuxième titre national consécutif sur 400 m, en 45 s 26. Sélectionné pour les championnats du monde de 1993 à Stuttgart, il atteint la finale du 400 m haies en se classant quatrième de la finale en 47 s 64, nouveau record de France. Stéphane Diagana n'est devancé que de 2/100e de seconde par le Jamaïcain Winthrop Graham, médaillé de bronze. Dans l'épreuve du relais 4 × 400 mètres, il échoue de nouveau au pied du podium en battant le record national en 3 min 0 s 09, en compagnie de Jean-Louis Rapnouil, Pierre-Marie Hilaire et Jacques Farraudière.
En juillet 1994, il remporte son troisième titre national sur 400 m à l'occasion des championnats de France d'Annecy, en 45 s 49. Moins d'un mois plus tard, lors des championnats d'Europe 1994, à Helsinki en Finlande, Stéphane Diagana décroche sa première médaille majeure, en bronze, lors d'une compétition internationale majeure en se classant troisième de la finale du 400 m haies derrière Oleg Tverdokhleb et Sven Nylander, en 48 s 23. Il remporte une médaille d'argent quelques jours plus tard lors du relais 4 × 400 m avec Hilaire, Farraudière et Rapnouil, l'équipe de France s'inclinant devant le relais britannique. En fin de saison 1994, Diagana se classe troisième du 400 m haies de la Finale du Grand Prix, et troisième du 4 × 400 m de la Coupe du monde des nations au sein d'une sélection d'athlètes européens.

### Record d'Europe du 400 m haies (1995)
Il remporte le titre du 400 m des championnats de France 1995, au Stade Charlety de Paris, en 45 s 22. Le 5 juillet 1995, au meeting Athletissima de Lausanne, il remporte la course en 47 s 37 et bat ainsi de 11/100e de seconde le record d'Europe du 400 m haies que détenait l'Allemand Harald Schmid depuis le 8 septembre 1982.
Il participe quelques jours plus tard aux championnats du monde 1995 à Göteborg. Il se hisse en finale du 400 m haies après avoir remporté sa série en 49 s 16, et s'être classé deuxième de sa demi-finale en 48 s 37. Le 10 août, il remporte la médaille de bronze en 48 s 14, devancé sur le podium par l'Américain Derrick Adkins et le Zambien Samuel Matete. 
Victime d'une fracture de fatigue, il ne peut participer aux Jeux d'Atlanta en 1996. Il n'avait réalisé qu'un temps de 47 s 53 sur 400 m plat lors des championnats de France 1996.

### Champion du monde du 400 m haies (1997)
De retour sur les pistes en 1997, il se classe deuxième du 400 m haies de la coupe d'Europe des nations, à Munich (49 s 15), devancé par l'Italien Fabrizio Mori. Il s'adjuge par la suite un nouveau titre national sur 400 m à l'occasion des championnats de France se déroulant à Fort-de-France en Martinique. Figurant parmi les favoris des championnats du monde 1997 à Athènes, Stéphane Diagana remporte le 4 août 1997 la finale du 400 m haies en 47 s 70, devant le Sud-africain Llewellyn Herbert (47 s 86) et l'Américain Bryan Bronson (47 s 88), en établissant la meilleure performance mondiale de l'année. Il devient à cette occasion le deuxième athlète français après Marie-José Pérec à obtenir un titre de champion du monde d'athlétisme. Aligné par ailleurs dans l'épreuve du relais 4 × 400 m, il se classe cinquième de la finale en compagnie de Jean-Louis Rapnouil, Marc Foucan et Fred Mango. Battu par Bryan Bronson quelques jours plus tard lors du Meeting Herculis de Monaco, il réalise néanmoins l'un des meilleurs temps de sa carrière en 47 s 77. En fin de saison 1997, il termine deuxième de la finale du Grand Prix à Fukuoka au Japon, devancé par Samuel Matete.
En 1998, aux championnats d'Europe de Budapest, il est perturbé par une méralgie paresthésique et chute pour la première fois en compétition au franchissement de l'avant-dernière haie, lors des demi-finales. Sur 4 × 400 mètres, l'équipe de France composée de Pierre-Marie Hilaire, Marc Foucan, Fred Mango et Stéphane Diagana est disqualifiée en finale. Début septembre 1998, à Moscou, il remporte la finale du Grand Prix en 48 s 30, devant le Jamaïcain Dinsdale Morgan et Samuel Matete.
Gêné par une sciatique, il dispute peu de courses en 1999 et ne se présente aux championnats du monde de Séville qu'avec le 27e temps des engagés. Vainqueur de sa série en 48 s 55, il établit le meilleur temps des demi-finales en remportant sa course en 48 s 18. En finale, il prend un bon départ avant d'être rejoint par ses principaux concurrents à mi-course. Légèrement en tête dans la dernière ligne droite, il commet une faute à la dixième haie et se fait déborder dans les quinze derniers mètres par Fabrizio Mori qui l'emporte dans le temps de 47 s 72, Stéphane Diagana prenant la médaille d'argent en 48 s 12.

### Blessures et forfaits (2000-2001)
Auteur de 48 s 70 lors du Meeting Gaz de France à Saint-Denis en juillet 2000, il est victime par la suite d'une sciatalgie, et doit renoncer à sa participation aux Jeux olympiques de Sydney. 
En 2001, Stéphane Diagana se classe troisième de la coupe d'Europe des nations, derrière Fabrizio Mori et le Polonais Marek Plawgo, avant de décrocher son septième titre national en plein air, sur 400 m, à l'occasion des championnats de France 2001 à Saint-Étienne. Il établit son meilleur temps de l'année sur 400 m haies le 4 juillet lors du meeting de Lausanne, en 48 s 08. Mais, victime d'une blessure à la cheville droite, il est contraint de déclarer forfait pour le 400 m haies des championnats du monde 2001 se déroulant à Edmonton, au Canada. Il participe seulement à l'épreuve du 4 × 400 mètres mais est éliminé dès les séries.

### Champion d'Europe du 400 m haies (2002)
Il participe en début de saison 2002 aux championnats d'Europe en salle de Vienne, en Autriche. Aligné dans l'épreuve du relais 4 × 400 m, il remporte la médaille d'argent en compagnie de Marc Foucan, Laurent Claudel et Loic Lerouge, devancé par l'équipe de Pologne. Fin juin, il se classe deuxième du 400 m haies (derrière Fabrizio Mori) et troisième du relais 4 × 400 m lors de la coupe d'Europe des nations se déroulant au Parc des Sports d'Annecy. Le 9 août 2002, il remporte son premier titre continental en s'imposant en finale des  championnats d'Europe de Munich, en Allemagne, et en établissant son meilleur temps de l'année et le deuxième meilleur temps de sa carrière. En 47 s 58, il devance de près d'une seconde le Tchèque Jiří Mužík et le Polonais Paweł Januszewski. En fin de saison 2002, à Paris, il termine deuxième de la Finale du Grand Prix derrière le Dominicain Félix Sánchez.

### Champion du monde du relais 4 × 400 mètres (2003)
Il participe aux championnats du monde 2003 se déroulant au Stade de France de Saint-Denis. Dans l'épreuve du 400 m haies, il atteint les demi-finales et échoue de peu à se qualifier pour la finale en réalisant le neuvième temps des demi-finaliste en 48 s 64. Dans l'épreuve du relais 4 × 400 mètres, l'équipe de France, composé de Stéphane Diagana, Marc Raquil, Leslie Djhone et Naman Keita, se classe deuxième de la finale derrière les États-Unis, en établissant un nouveau record de France en 2 min 58 s 96. Mais à la suite de la disqualification du relayeur américain Calvin Harrison pour dopage, la France est finalement sacrée championne du monde en 2005,. Stéphane Diagana remporte son deuxième titre de champion du monde, après l'individuel sur 400 m haies en 1997.
Insuffisamment rétabli d'une nouvelle blessure, il doit renoncer aux Jeux olympiques d'Athènes en 2004 et annonce qu'il met un terme à sa carrière sportive le 8 juillet 2004.

## Reconversion

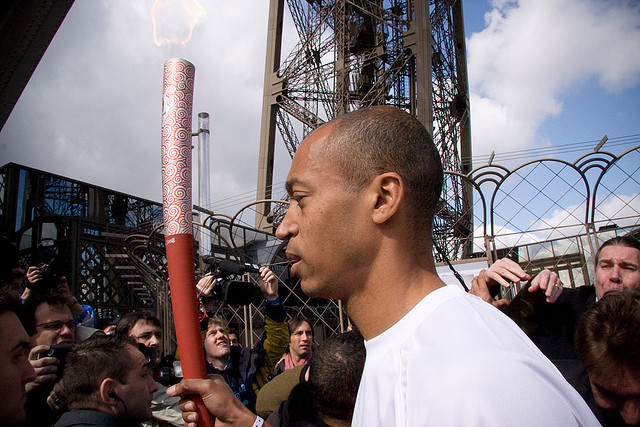
Stéphane Diagana participe au relais de la flamme olympique à Paris en 2008.

Stéphane Diagana est diplômé en 2004 de ESCP Europe, où il a suivi des études en tant qu'athlète de haut niveau. Il est également titulaire d'un DUT de biochimie agroalimentaire.
En 2007, il devient à l'unanimité le premier président de la Ligue nationale d'athlétisme, fonction qu'il occupera jusqu'en 2009. Il devient également consultant pour France Télévisions, aux côtés de Patrick Montel, Bernard Faure, Alexandre Boyon et Nelson Monfort. En 2016, il commente aussi les épreuves d'athlétisme des Jeux paralympiques de Rio sur France Télévisions.
En janvier 2008, Stéphane Diagana prend la tête d'une mission sur le développement du sport universitaire que lui ont confié Valérie Pécresse, Ministre de l'Enseignement supérieur et de la Recherche, Roselyne Bachelot, Ministre de la Santé et des Sports et Bernard Laporte, secrétaire d'État chargé des Sports.
Le 7 avril 2008, il est le premier porteur de la flamme olympique des Jeux olympiques de Pékin lors de son passage en France.
Stéphane Diagana exerce également des activités de conférencier.
En juillet 2011, il devient chef de produit et partenaire technique pour l’équipementier sportif Décathlon.
Fervent militant de la cause antidopage, il est aussi membre du comité des sportifs de l'Agence mondiale antidopage.
À partir d'avril 2018, il fait partie de la commission des athlètes, une instance de dix-huit sportifs présidée par Martin Fourcade qui va travailler à la préparation concrète des Jeux olympiques et paralympiques de 2024.
En août 2018, il commente les championnats d'Europe d'athlétisme aux côtés de Patrick Montel, Yohann Diniz et Marie-Amélie Le Fur. En 2019, Stéphane Diagana commente aux côtés d'Alexandre Boyon, Alexandre Pasteur et Yohann Diniz.
Stéphane fait partie du collectif des Champions de la Paix de Peace and Sport. Ce collectif de plus de 100 sportifs de haut niveau s'engagent personnellement en faveur du mouvement de la paix par le sport. Il devient également du mouvement I Move For Peace, programme de mobilisation qui donne l’opportunité aux sportifs plus ou moins expérimentés de mettre leur détermination et leurs projets sportifs au service du financement des projets terrain de Peace and Sport.
En 2023, il est nommé coprésident, avec Marie-George Buffet, du Comité national pour l’éthique et la vie démocratique dans le sport.

## Palmarès

### International
| Année | Compétition                    | Lieu       | Résultat | Épreuve     | Temps         |
| ----- | ------------------------------ | ---------- | -------- | ----------- | ------------- |
| 1990  | Championnats d'Europe          | Split      | 5e       | 400 m haies | 48 s 92       |
| 1990  | Championnats d'Europe          | Split      | 7e       | 4 × 400 m   | 3 min 03 s 33 |
| 1992  | Championnats d'Europe en salle | Gênes      | 6e       | 200 m       | 21 s 53       |
| 1992  | Jeux olympiques                | Barcelone  | 4e       | 400 m haies | 48 s 13       |
| 1992  | Coupe du monde                 | La Havane  | 3e       | 400 m haies | 49 s 34       |
| 1993  | Jeux méditerranéens            | Narbonne   | 1er      | 4 × 400 m   | 3 min 2 s 99  |
| 1993  | Coupe d'Europe des nations     | Rome       | 1er      | 400 m haies | 48 s 08       |
| 1993  | Coupe d'Europe des nations     | Rome       | 3e       | 4 × 400 m   | 3 min 00 s 94 |
| 1993  | Championnats du monde          | Stuttgart  | 4e       | 400 m haies | 47 s 64       |
| 1993  | Championnats du monde          | Stuttgart  | 4e       | 4 × 400 m   | 3 min 0 s 09  |
| 1994  | Coupe d'Europe des nations     | Birmingham | 3e       | 400 m haies | 49 s 47       |
| 1994  | Coupe d'Europe des nations     | Birmingham | 3e       | 4 × 400 m   | 3 min 03 s 74 |
| 1994  | Championnats d'Europe          | Helsinki   | 3e       | 400 m haies | 48 s 23       |
| 1994  | Championnats d'Europe          | Helsinki   | 2e       | 4 × 400 m   | 3 min 1 s 11  |
| 1994  | Finale du Grand Prix           | Paris      | 3e       | 400 m haies | 48 s 64       |
| 1994  | Coupe du monde des nations     | Londres    | 3e       | 4 × 400 m   | 3 min 3 s 26  |
| 1995  | Championnats du monde          | Göteborg   | 3e       | 400 m haies | 48 s 14       |
| 1997  | Coupe d'Europe des nations     | Munich     | 2e       | 400 m haies |               |
| 1997  | Championnats du monde          | Athènes    | 1er      | 400 m haies | 47 s 70       |
| 1997  | Championnats du monde          | Athènes    | 5e       | 4 × 400 m   | 3 min 1 s 06  |
| 1997  | Finale du Grand Prix           | Fukuoka    | 2e       | 400 m haies | 48 s 14       |
| 1998  | Championnats d'Europe          | Budapest   | -        | 400 m haies | DNF           |
| 1998  | Finale du Grand Prix           | Moscou     | 1er      | 400 m haies | 48 s 30       |
| 1999  | Championnats du monde          | Séville    | 2e       | 400 m haies | 48 s 12       |
| 2001  | Coupe d'Europe des nations     | Brême      | 3e       | 400 m haies |               |
| 2002  | Championnats d'Europe en salle | Vienne     | 2e       | 4 × 400 m   | 3 min 6 s 42  |
| 2002  | Coupe d'Europe des nations     | Annecy     | 2e       | 400 m haies |               |
| 2002  | Championnats d'Europe          | Munich     | 1er      | 400 m haies | 47 s 58       |
| 2002  | Finale du Grand Prix           | Paris      | 2e       | 400 m haies | 47 s 82       |
| 2003  | Championnats du monde          | Paris      | 1er      | 4 × 400 m   | 2 min 58 s 96 |

### National
- Championnats de France d'athlétisme :
  - Champion de France du 400 m en 1992, 1993, 1994, 1995, 1997 et 2001
  - Champion de France du 400 m haies en 1990
- Championnats de France d'athlétisme en salle :
  - Champion de France du 200 m en 1993
  - Champion de France du 400 m en 1992

## Records

### Records personnels
- Record d'Europe du 400 m haies en 47 s 37, le 5 juillet 1995 à Lausanne (jusqu'en 2019)
- Record de France du 400 m haies à 8 reprises, en 1990, 1992 - 4 fois, 1993 - 2 fois, et 1995

| Épreuve   | Épreuve     | Performance   | Lieu     | Date            |
| --------- | ----------- | ------------- | -------- | --------------- |
| Plein air | 200 m       | 20 s 95       | Cayenne  | 24 avril 1993   |
| Plein air | 400 m       | 45 s 18       | Narbonne | 28 juin 1992    |
| Plein air | 400 m haies | 47 s 37 (RN)  | Lausanne | 5 juillet 1995  |
| Plein air | 4 × 400 m   | 2 min 58 s 96 | Paris    | 31 août 2003    |
| En salle  | 200 m       | 20 s 81       | Genève   | 29 février 1992 |
| En salle  | 400 m       | 46 s 02       | Paris    | 22 février 1992 |
| En salle  | 4 × 400 m   | 3 min 6 s 42  | Vienne   | 3 mars 2002     |

### Progression sur 400 m haies
La progression du record personnel de Stéphane Diagana a été établie à partir des temps donnés par l'IAAF et la Fédération française d'athlétisme.
| Âge | Temps   | Lieu      | Date           | Notes                                               |
| --- | ------- | --------- | -------------- | --------------------------------------------------- |
| 21  | 48 s 92 | Split     | 29 août 1990   | Championnats d'Europe d'athlétisme, 5e de la finale |
| 22  | 48 s 55 | Lausanne  | 8 juillet 1992 | Meeting de Lausanne, 6e de la course                |
| 23  | 48 s 41 | Barcelone | 3 août 1992    | Jeux olympiques, 2e de sa série                     |
| 23  | 48 s 28 | Barcelone | 5 août 1992    | Jeux olympiques, 2e de sa demi-finale               |
| 23  | 48 s 13 | Barcelone | 6 août 1992    | Jeux olympiques, 4e de la finale                    |
| 24  | 48 s 08 | Rome      | 6 juin 1993    | Coupe d'Europe Rome, 1er de la course               |
| 24  | 47 s 64 | Stuttgart | 19 août 1993   | Championnats du monde, 4e de la finale              |
| 25  | 47 s 37 | Lausanne  | 5 juillet 1995 | Meeting de Lausanne, MPMA 1995                      |

## Distinctions
- Chevalier de la Légion d'honneur (2022)[31],[32]
- Chevalier de l'ordre national du Mérite (décret du 15 novembre 1997)[33]

- Diplômé d'Honneur de l'Académie des sports en 1992.

- Prix de la Ville de Paris par l'Académie des sports en 1997.

- En 2018, il reçoit le Prix du commentateur sportif décerné par l'association des écrivains sportifs. Ce prix est décerné à un journaliste, professionnel, commentateur audiovisuel, aux connaissances et au jugement appréciés qui, dans ses interventions sur le sport, se sera exprimé avec le souci constant de respecter les règles de la langue française[34].

- Plusieurs enceintes sportives portent son nom en France, dont la halle d'athlétisme Stéphane-Diagana à La Duchère, Lyon, Andrésy, Vergèze, Eaubonne et Auvers-sur-Oise.

## Vie personnelle
Sa mère, native du Tarn, était institutrice. Son père, d’ethnie Soninké originaire de la ville de Kaédi en Mauritanie, est né au Congo français et était militaire dans la marine française puis informaticien[réf. nécessaire].
Stéphane Diagana vit avec Odile Lesage, une ancienne heptathlonienne, avec qui il a eu trois enfants dont l'aîné est né le 30 juillet 2002, quelques jours avant son titre européen à Munich.
Le 21 janvier 2011, il perd connaissance à vélo dans une descente du col de Vence et heurte une voiture venant à contre-sens. Il doit être opéré au visage, mais ne conserve pas de séquelles graves de l'accident.